# Сечи, Ноеми
Ноеми Сечи (венг. Szecsi Noemi; 29 марта 1976, Сентеш, Венгрия) — венгерская писательница, переводчица
.

## Биография
Изучала латынь и английскую филологию в Будапештском, затем, финский и культурную антропологию в Хельсинкском университетах.
Работала переводчиком с финского языка.

## Творчество
Дебютировала в 2002 году с романом «Финно-угорский вампир» (Finnugor vámpír), в котором сочетаются темы классического хоррора со стилизованным изображением современной Венгрии.

## Награды и отличия
- Литературная стипендия Морица Жигмонда Министерства культуры Венгрии (2005)
- Премия имени Йожефа Аттилы (2011)
- В 2009 стала лауреатом Премии Европейского союза по литературе[2]
- Почётный гость Белградской книжной ярмарки 2012 г.
- Отмечена на PEN World Voices Festival 2013, Нью-Йорк

## Избранные произведения
- Finnugor vámpír (2002)
- A kismama naplója (2003)
- A baba memoárja (2004)
- Kommunista Monte Cristo (2006)
- Utolsó kentaur (2009)
- Nyughatatlanok (2011)
- Mandragóra utca 7 (2012)
- Gondolatolvasó (2013)
- Egyformák vagytok (2017)